# Caterina Andreu Orlandis
Caterina Andreu Orlandis (Mallorca, 1 de febrer de 1695 - 7 d'abril de 1759) fou una religiosa mallorquina de l'Orde de les Clarisses Caputxines.

## Biografia
Filla d'una família mallorquina benestant, Maria Caterina ingressà en el convent de la Puríssima Concepció de Palma en qualitat d'educanda, a l'edat de 12 anys, en temps de l'abadessa Dionísia Bernarda Gómez (+ 1719), una de les fundadores d'aquest convent caputxí. Dionísia va ser la seva mestra i va veure en la jove qualitats excepcionals. Maria Caterina professà cinc anys després, el 1712, quan comptava 17 anys.
Ja abans d'entrar en el convent havia rebut una sòlida formació, en tant que es diu que entenia la llengua llatina a la perfecció: «su oración vocal no era menos admirable y fervorosa, porque como entendía el latín y tenía capacidad para penetrar el sentido de lo que rezaba».
Va mantenir una copiosa correspondència amb el seu germà jesuïta, les cartes del qual s'han conservat en el convent. Pere Joan Andreu Orlandis (Palma 1697 - Ravenna 1777) va ingressar a la Companyia de Jesús el 1733, quan ja era mestre en filosofia i doctor en teologia, a més d'haver cursat cinc anys en ambdós drets. Va ser superior de les missions del Chaco, al Paraguai, on obrí nous centres d'evangelització entre els pobles hale, abipon i mocovi. Va escriure diverses necrologies o cartes d'edificació relatives a altres jesuïtes, i també diverses relacions a les Cartas Ánuas. Igualment se'n coneix una carta (c.1750), publicada, escrita a son comú germà Mateu Andreu Orlandis, regidor perpetu de Palma des de 1745 fins a la seva mort el 1759.
Maria Caterina va redactar bona part de les memòries de la comunitat: el Libro de las docas dignas de memoria des de conbento [sic] de las capuchinas descalças que se llama de la Purísima Concepción en la ciudad de Mallorca.
Va ser abadessa de la seva comunitat entre 1734-1759. L'any 1746, tot i haver estat elegida unànimement per a un cinquè trienni, el bisbe de Mallorca no volgué confirmar-la, i nomenà presidenta a sor Maria Josepa Morro. Davant les protestes de la comunitat, la Congregació de Bisbes i Regulars, amb data de 16 d'abril de 1746, en confirmà l'elecció per a un nou trienni. En total, aquesta religiosa fou elegida abadessa vuit triennis seguits, fins a l'any 1759, en què Caterina va pregar al bisbe de Mallorca, Llorenç Despuig, que l'exonerés de l'ofici d'abadessa després de vint-i-cinc anys en el càrrec, durant els quals impulsà decididament la construcció i el moblament del convent.
Des de 1738 va promoure la devoció al Sagrat Cor de Jesús, possiblement a causa de la influència del seu germà jesuïta. L'empremta iconogràfica d'aquesta devoció és ben visible en alguns dels mobles més destacats del convent, com «sa caliera», armari de les sagristanes, o en la impressionant llibreria, tant per la seva bella factura com per les seves dimensions, tota una raresa en un convent femení de clausura, i que comparteix notables similituds amb l'existent a la casa dels jesuïtes de Palma.
Es conserven les nadales commemoratives, inèdites, de les cobles que es cantaren davant del Santíssim el dia de la seva professió.